# Windows 7开发历史
Windows 7开发历史从Windows Vista发布后开始记录。
Milestone 1、Milestone 2和Milestone 3在2008年被送给微软合作伙伴。2008年10月，微软在專業開發者大會(PDC)大会上公布了Build 6801并且宣布Beta版将在1月发布。RC版本将会在2009年4月30日提供给MSDN和Technet的订阅用户，而在2009年5月5日向公众发布。2009年7月22日微軟發行最後一版的Windows 7給製造廠商。8月6日，MSDN和Technet的订阅用户可以下载該版本。各种不同的版本也已经泄漏。微软确认正式版Windows 7将在2009年10月22日发布。

## 历史
2000年，微軟計畫繼續開發Windows XP及其伺服器版本Windows Server 2003（開發代號皆為「Whistler」）的新版本，開發代號為「Blackcomb」（指度假勝地「Whistler-Blackcomb」）。這计划當時預定於2005年發行。
Blackcomb計畫的主要重點在於有效的搜尋和查詢資料，且開發一種先進的儲存系統名為WinFS以滿足此計畫。在這樣的情況下，微軟創辦人比爾·蓋茲稱讚Blackcomb像是「一台可以認得使用者所輸入的句子的打字機」。
不久之後，Blackcomb臨時被延後，代替的是下一版本，開發代號為「Longhorn」，預定於2003年發行。 然而，Longhorn擁有了一些本來要在Blackcomb上發表的新功能，包括WinFS、桌面視窗管理員，及新版本的系統組件.NET Framework。

## 版本
初時，開發代碼為「Blackcomb」的作業系統曾原訂於Windows XP後發售。2001年8月，微軟突然宣佈延後數年。Windows XP和Blackcomb之間，加插Vista（開發代號「Longhorn」）。后来Blackcomb计划出现的主要特性已经流产。因此不能直接称呼 Windows 7 的开发代号为 Blackcomb。
2006年1月，Blackcomb改名「Vienna」（維也納）。2007年7月，微軟證實內部正式代號為Windows 7。而Windows 7為系统名稱和版本號並沒有直接的關係，就像Windows Vista和Windows XP一樣，其名稱和版本號並無直接關係。
Windows 7已經在2008年中發佈三個Milestones（里程碑）。Milestone 1，於2008年1月中旬，發送至極少數的電腦開發商，此版本基於Windows Vista的更新檔案。使用前，須先安裝Windows Vista及SP1。本版的介面與Vista無異。而M2在同年四月至五月發佈。M3在2008年10月28日，於PDC2008公佈，版本號為6801.winmainwin7m3.080913-2030。2008年12月20日，部分內部測試員可測Beta版本。2009年1月9日，微軟正式對外發佈Windows 7 Beta。RC版發佈日期為5月5日，而RTM版預定於2009年的下半年發佈。
另外，微軟於2008年8月14日下午推出了「Windows 7工程」博客網站，這是微軟下一個版本的Windows的官方營銷管道。微軟將利用這個開放的管道收集用戶對於這個新的操作系統應該增加什麼新功能的意見。這個博客網站的兩位主管微軟高級副總裁Jon DeVaan和Steven Sinofsky在首先發表的博客中承認，微軟將在2008年10月27日在洛杉磯舉行的專業開發人員會議上首次介紹有關Windows 7的工程細節。

### Milestone 1
Windows 7的第一測試版「Milestone 1（M1）」發現，根據TG Diary所寫該版本編號為6.1.6519.1。2008年1月，共有x86及x86-64兩種版本傳送給微軟夥伴。 Build 6519是第一版擁有不同型態的工作列，儘管沒有人知道如何啟動新的工作列。 雖然微軟沒有證實，但預覽擷圖仍經由各種管道泄漏。
M1程式碼編譯為一獨立系統，可以雙重開機與Windows Vista並存，且已停止Windows Vista Service Pack 1安裝。 可釘選及取消釘選程式至工作列。
2008年4月20日，版本編號6.1.6574.1 M1第二版本的擷圖和影片泄漏出。此版本包含對Windows Explorer和新的Windows Health Center的修改。

### Milestone 2
根據TG Daily2008年1月16日標題所述，「Milestone 2（M2）」預計於2008年四月至五月間完成。 其中一個M2版本在D6會議（D6 conference） 中示範操作，版本號為「6.1.6589.1.x86fre.winmain_win7m2.080420-1634」。該版本被發現擁有與Windows Vista不同的工作列，其中的特點是不同區塊有不同的顏色。主持人婉拒對它下評論，他說明：「我們現在不應該在此談論它」。

### Milestone 3
根據Paul Thurrott所述，「Milestone 3（M3）」（build 6780） 已於2008年9月7日當週傳送給微軟員工及合作夥伴。
由ZDNet的Mary Jo Foley 和傳教士（UX Evangelist）Stephen Chapman 描述，M3和Windows Vista有類似的視覺與功能，且部分內建於該版本的應用程式有與Office 2007相似的ribbon介面。
許多Windows舊版本的應用程式被移除掉，包含行事曆、連絡人、Mail、會議空間、Movie Maker、相片圖庫，並將於Windows Live Wave 3測試版開放下載。 WinFuture.de之後泄露了192張Windows 7 build 6780的擷圖。 Windows 7 build 6780企業版開始泄露於網路上。
2008年10月28日，微軟在PDC2008上正式公佈Windows 7 Pre-beta，版本號為6801，這是微軟首次向大眾公佈Windows 7。同時，在會上展示的是版本號為Build 6933的更高版本，已經出現超級任務欄（Superbar），另外6933是已知最後一個擁有Windows Vista風格的工作列。

### Pre-Beta (初期測試版)
2008年12月4日，微軟在WinHEC China 2008展示版本號為6956的Windows 7，這版的啟動畫面、任務欄、Media Center等地方都有改進，原本Windows Vista風格的工作列遭到移除。

### Beta(測試版)
2008年12月20日，部分內部人員收到微軟郵件，在Microsoft Connect的Windows 7項目已經開始，Windows 7 Beta Build 6.1.7000.0.081212-1400已經分發給了部分測試者。
2008年12月23日，Windows 7 beta (build 7000) 的擷圖被泄漏出。
12月27日，Windows 7 Beta 32位元被泄露出，而且很快的被散布在P2P及許多的FTP上。
2009年1月5日，Windows 7 Beta 64位元被泄露至網路上
2009年1月7日，微軟展開範圍更廣的Beta測試，獲邀的MSDN及TechNet用戶都可下載。
2009年1月9日，微軟正式對外發佈32位元及64位元的Beta版，版本號為「7000.winmain_win7beta.081212-1400.」，原定首250萬用戶才可下載Windows 7 Beta。但由於用戶反應超乎預期，微軟隨後決定取消此限制，並延長公開下載期限至1月24日
，后又再次延长至2月10日。。32位元提供英文、德文、日文、阿拉伯文和印度文。64位元提供英文、德文、阿拉伯文、日文。同时，亦有提供繁體中文和简体中文在32位元和64位元的语言包供中文用户下载安装。但目前已經停止提供下載，而裝有Beta版的電腦將從7月1日起每兩小時自動關機，且將會於8月1日停止運作。

### Release Candidate(RC，發行候選版)
2009年5月5日Release Candidate(Build 7100)在Microsoft Site公開下載。

### Pre-Release to manufacturing
2009年4月12日，Windows 7 Build 7106中文版本泄露。4月13日，Build 7106英文語言包泄露。 Build 7106在RC分支Build 7077編譯前完成。
2009年5月7日，Windows 7 Build 7127可以自行選擇Microsoft連接測試者（Connect testers）。 Build 7127於5月14日也以種子方式泄露出。
2009年5月26日，可利用Windows Update取得31種語言包。
2009年5月28日，Windows 7 Build 7137泄露，該版本完成於5月21日。
2009年6月3日，Windows 7 Build 7201泄露，該版本完成於6月1日。

### Release to manufacturing (RTM)
2009年6月2日，微軟證實Windows 7 RTM原始碼將會完成於七月，並於2009年10月22日發行，且同時發布Windows Server 2008 R2

### RC和RTM

網上流傳的Windows 7 Build 7062安裝文件內容，已被其作者本人承認是偽造的

2009年1月12日，據國外媒體報導，微軟負責Windows產品管理的企業副總裁邁克·納什（Mike Nash）日前表示，Windows 7的開發已經進入RC1階段，這意味著Windows 7很可能在夏末提前發佈。
（註：根據微軟的內部計劃，Windows 7僅有一個Beta版和一個RC版）
2009年1月31日，來自微軟瑞典合作夥伴的訊息，Windows 7 RC的發布日期已經確定約在4月上旬。RTM將在2009年第三季發布。這意味著Windows 7的開發相當順利，也有傳聞稱Windows 7的測試者將在2月拿到一個過渡版本，目前最新版本號為6.1.7032.0.winmain.090129-1812。
同日，據國外媒體報導，微軟Windows專案主管史蒂文·辛諾夫斯基（Steven Sinofsky）證實，Windows 7將不設Beta 2版本，而是直接進入RC階段。辛諾夫斯基稱，微軟仍堅持此前計劃，即Windows 7只有一個Beta版本，然後直接發布RC。RC版本發布後，如果沒有太大Bug，那麼將直接進入RTM版本。如果存在重大漏洞，通常會再發布一個RC版。但辛諾夫斯基並未透露Windows 7正式版發布日期。RC版針對系統的鍵盤、攝像頭和一些裝置提供了更好的支援，並不對效能、使用者習慣、相容性和可用性做改動。
2009年2月21日，在澄清了Windows 7 Build 7048的謠言後，微軟表示目前最新的版本為Build 7041（6.1.7041.0.winmain.090211-xxxx），為2月11日編譯。根據Neowin獲得的最新訊息，RC版本預定的「官方發布日期為2009年4月10日」，不過Windows開發團隊能否在這個日期完成開發就是另外一回事了，如果一切順利，那麼所有使用者都可以在4月10日下載使用Windows 7 RC版。
2009年3月12日，Windows 7 Build 7057泄露，這個版本在界面上比一周前泄露的7048有不少的改進，同時也有更多的地方標註上RC的標記，編譯字元串為7057.0.x86fre.winmain.090305-2000。
2009年3月17日， 據國外媒體報導，日前有消息稱，Windows 7 RC版本將推遲到5月發佈，而不是此前預期的4月份。此前有報導稱，微軟將於4月10日左右發佈Windows 7 RC。但據俄羅斯網站Wzor最新獲得的消息顯示，Windows 7 RC已被推遲到5月的最後一個星期發佈。
2009年3月19日，Windows 7 Build 7061泄露，該版本完成於3月11日。
2009年3月28日，Windows 7 Build 7068在Mininova泄露，版本号为7068.0.090321-1322。
2009年4月6日，有消息稱，Windows 7達到了一個Pre-RC的Milestone，最新版本號為6.1.7105. 090404-1235.0.winmain。
2009年4月8日，Windows 7 Build 7077泄露，版本號為7077.0.090404-1255。
2009年4月12日，Windows 7 Build 7106泄漏，編譯字元串為「6.1.7106.0.winmain.090408-1623」。從編譯字元串上看，這個版本是4月8日下午四點半左右完成的，界面已經完全簡體中文化，特別是關於對話框里出現了「Windows 7旗艦版」的字樣。在這個版本中仍然存在亂碼，不過並不是因為什麼失誤造成的。。
2009年4月17日，有消息說，Windows 7 RC官方公測將在4月26日開展，而版本將是7082版。
2009年4月25日，Windows 7 RC Build 7100的安裝映像檔已經在Mininova、Pirates Bay等BT網路上蔓延，版本號為7100，編譯字元串為7100.0.winmain_win7rc.090421-1700，完成於4月21日下午五點。
2009年5月5日，微軟正式發布RC版本。 同時微軟還介紹了一個新的技術，這個功能命名為「Windows XP模式」（Windows XP Mode, XPM）。這個功能可以使用者在同一個桌面上運行Windows XP和Windows 7應用程式。這個功能免費提供給Windows 7 Professional、Enterprise和Ultimate版本用戶。
2009年5月15日，又一個新Pre-RTM版本遭到泄露，版本號為7127，完成於5月7號。據使用者測試，7127只在性能上有所提高，沒有找到新功能。
2009年5月28日，Windows 7 Build 7137開始出現在網路上，該版本完成於5月21日。而同時有消息說7140版Windows 7有較大的界面改進。
2009年6月3日，Windows 7 Build 7201泄露，編譯字元串為「6.1.7201.0.winmain.090601-1516」，該版本完成於6月1日。
2009年8月6日，Windows 7 Build 7600 RTM泄露。

## Service Pack

### Pre-Beta Service Pack 1
| 文件名及版本                            | 編譯時間      | 描述                                                                                             |
| --------------------------------------- | ------------- | ------------------------------------------------------------------------------------------------ |
| Build 7138.0.winmain_sp.090523-2200     | 2009年5月23日 | 第一个已知的Service Pack build，這個構件屬於winmain_sp的分支，與之前的Service Pack 1 build協作。 |
| Build 7227.0.winmain_sp.090602-2110     | 2009年6月2日  | 于6月9日以x86格式释放。                                                                          |
| Build 7230.0.winmain_sp.090607-2000     | 2009年6月7日  | RTM版本之前最後一個Service Pack 1 build                                                          |
| Build 7601.16485.winmain_sp.100114-1500 | 2010年1月14日 | 在winmain_sp的分支是已知的最新Service Pack 1 build                                               |
| Build 7601.16518.100302-1530            | 2010年3月2日  | Service Pack 1前期測試版本                                                                       |

### Service Pack 1 Beta
| 文件名及版本                        | 編譯時間      | 描述                        |
| ----------------------------------- | ------------- | --------------------------- |
| Build 7601.16562.100603-1800        | 2010年6月3日  | Service Pack 1測試版本      |
| Build 7601.17077.100813-0322, v.693 | 2010年8月13日 | Service Pack 1 Beta更新版本 |

### Service Pack 1 Release Candidate
| 文件名及版本                 | 編譯時間      | 描述                                  |
| ---------------------------- | ------------- | ------------------------------------- |
| Build 7601.17105.100929-1730 | 2010年9月29日 | Service Pack 1 Release Candidate 版本 |

### Service Pack 1
| 文件名及版本                 | 編譯時間       | 描述                                         |
| ---------------------------- | -------------- | -------------------------------------------- |
| Build 7601.17514.101119-1850 | 2010年11月19日 | Service Pack 1 Release To Manufacturing 版本 |